# فرودگاه شهری اواکز
فرودگاه شهری اواکز (به انگلیسی: Oakes Municipal Airport) یک فرودگاه همگانی بهره‌برداری هوایی است که یک باند فرود آسفالت دارد و طول باند آن ۱۰۶۷ متر است. این فرودگاه در کشور ایالات متحده آمریکا قرار دارد و در ارتفاع ۴۰۷ متری از سطح دریا واقع شده‌است.